# Пташки
Пташки — деревня в Оханском районе Пермского края России. Входит в муниципальное образование Оханский городской округ. Постоянное население составляло 24 человека (96 % русские) в 2002 году, 9 человек в 2010 году.

## Географическое положение
Деревня расположена недалеко от правого берега Камы на расстоянии примерно 5 километров по прямой на юго-запад от села Беляевка.

## История
С 2006 по 2018 год входила в состав Беляевского сельского поселения Оханского района. После упразднения обоих муниципальных образований стала рядовым населённым пунктом Оханского городского округа.

## Климат
Климат умеренно континентальный. Наиболее тёплым месяцем является июль, средняя месячная температура которого 17,4—18,2 °C, а самым холодным январь со среднемесячной температурой — −15,3…−14,7 °C. Продолжительность безморозного периода 110 дней. Снежный покров удерживается 170—180 дней.

## Население
| 2010 |
| ---- |
| 9    |